# Essertines-sur-Yverdon
Essertines-sur-Yverdon je obec v západní (frankofonní) části Švýcarska, v kantonu Vaud, v okrese Gros-de-Vaud. V roce 2018 žilo v obci 1023 obyvatel. Sousedí s obcemi Belmont-sur-Yverdon, Corcelles-sur-Chavornay, Orzens, Pailly, Suchy, Ursins, Valeyres-sous-Ursins a Vuarrens.

## Historie
Obec je poprvé zmiňována v roce 1180 jako Essertines. 

## Poloha
Obec je situována na pravém břehu řeky Buron.

## Demografie
V roce 2000 hovořilo 94,4 % obyvatel obce francouzsky. Ke švýcarské reformované církvi se ve stejném roce hlásilo 61,1 % obyvatel, k církvi římskokatolické 16,1 % obyvatel.